# Volksbank Winsener Marsch
Die Volksbank Winsener Marsch eG ist eine Genossenschaftsbank mit Sitz in der niedersächsischen Gemeinde Marschacht im Landkreis Harburg.

## Geschichte
Die Volksbank Winsener Marsch eG wurde am 11. Februar 1917 als Genossenschaftsbank in Drage gegründet und fusionierte zuletzt 2022 mit der Volksbank Wulfsen eG mit dem Sitz in Wulfsen. Sie entstand 1977 durch die Fusion der Spar- und Darlehnskasse Winsener Marsch eG mit Sitz in Drage mit der Volksbank Marschacht eG – der ehemaligen Spar- und Darlehnskasse Niedermarschacht eG – mit dem Sitz in Marschacht. Im Jahr 1972 fusionierte die Spar- und Darlehnskasse Winsener Marsch eGmbH mit der Spar- und Darlehnskasse Borstel eGmbH mit dem Sitz in Borstel und im Jahr 1969 mit der Spar- und Darlehnskasse Mover eGmbH mit dem Sitz in Mover. Entstanden ist die Spar- und Darlehnskasse Winsener Marsch eGmbH im Jahr 1966 durch die Fusion der Spar- und Darlehnskasse Drage eGmbH mit der Spar- und Darlehnskasse Laßrönne eGmbH mit dem Sitz in Laßrönne.
Die Volksbank Wulfsen eG entstand 1968 als Spar- und Darlehnskasse Vorgeest eGmbH durch die Fusion der Spar- und Darlehnskasse Tangendorf eGmbH mit dem Sitz in Tangendorf mit der Spar- und Darlehnskasse Pattensen eGmbH mit dem Sitz in Pattensen und der Spar- und Darlehnskasse Wulfsen eGmbH mit dem Sitz in Wulfsen.

## Rechtsverhältnisse
Die Volksbank Winsener Marsch eG ist im Genossenschaftsregister beim Amtsgericht Lüneburg unter GnR 110002 eingetragen.

## Organisationsstruktur
Rechtsgrundlagen sind das Genossenschaftsgesetz und die durch die Generalversammlung beschlossene Satzung. Organe der Bank sind der Vorstand, der Aufsichtsrat und die Generalversammlung.

## Sicherungseinrichtung
Die Volksbank Winsener Marsch eG ist der amtlich anerkannten Sicherungseinrichtung des Bundesverbandes der Deutschen Volksbanken und Raiffeisenbanken GmbH und der zusätzlichen freiwilligen Sicherungseinrichtung des Bundesverbandes der Deutschen Volksbanken und Raiffeisenbanken e.V. angeschlossen.

## Geschäftsausrichtung
Die Volksbank Winsener Marsch eG betreibt das Universalbankgeschäft. Im Verbundgeschäft arbeitet sie mit der DZ Bank, R+V Versicherung, Bausparkasse Schwäbisch Hall, Teambank, VR Leasing,  DZ Hyp und der Union Investment zusammen.

## Geschäftsgebiet
Das Geschäftsgebiet liegt im Osten des Landkreises Harburg.
An diesen Orten betreibt die Bank Filialen:
- Marschacht (Hauptstelle, jur. Sitz)
- Wulfsen (Geschäftsstelle)
- Borstel (Geschäftsstelle)
- Drage (2 SB-Geschäftsstellen)
- Pattensen (SB-Geschäftsstelle)